# Бергара, Дэнни
 Даниэль Альберто Бергара де Медина (исп. Daniel Alberto Bergara de Medina; род. 24 июля 1942, Монтевидео — 25 июля, 2007, Англия) — уругвайский футболист, нападающий, ныне — тренер.

## Карьера
Дэнни родился в Монтевидео, Уругвай, и начал свою карьеру в возрасте 16 лет, играя за клуб «Расинг» (Монтевидео) в Уругвайском первом дивизионе, и был вызван в молодёжную сборную Уругвая, а затем переехал в Испанию в 1962 году и стал играть за клуб «Реал Мальорка». Он стал видным бомбардиром команды и играл за неё на протяжении четырёх сезонов, а затем перешёл в «Севилью», где играл два сезона. Во время игры в Испании, Дэнни познакомился со своей женой-англичанкой Ян, которая работала гидом, а после завершения игровой карьеры переехал на постоянное место жительства в Англию.